# JR

Логотип, який використовують всі компанії групи.

JR (яп. じぇーあーる; скорочено від англ. Japan Railways, «Японські залізниці»; джей-ар) — група з 9 японських приватних залізничних підприємств, які утворилися на базі державної компанії «Японські національні залізниці» (JNR), розпущеної 1 квітня 1987 року. Інколи використовується для позначення окремого підприємства цієї групи. Основний постачальних залізничних послуг в Японії. Управляє більшістю японських центральних залізниць, а також швидкісними потягами сінкансен. Фактичний монополіст на ринку регіональних залізниць.

## Члени групи

Карта регіональних компаній Japan Railways.

| Тип         | Назва                                    | Скорочено            | Логотип       | Штаб-квартира     | Регіон                   |
| ----------- | ---------------------------------------- | -------------------- | ------------- | ----------------- | ------------------------ |
| Пасажирські | Хоккайдоська залізниця                   | JR Хоккайдо          | світлозелений | Саппоро, Хоккайдо | Хоккайдо                 |
| Пасажирські | Східнояпонська залізниця                 | JR Східна Японія     | зелений       | Сібуя, Токіо      | Тохоку, Канто, Косін'ецу |
| Пасажирські | Токайська залізниця                      | JR Токай             | помаранчевий  | Наґоя, Айті       | Токай                    |
| Пасажирські | Західнояпонська залізниця                | JR Західна Японія    | синій         | Осака, Осака      | Хокуріку, Кінкі, Тюгоку  |
| Пасажирські | Сікокуська залізниця                     | JR Сікоку            | блакитний     | Такамацу, Каґава  | Сікоку                   |
| Пасажирські | Кюсюська залізниця                       | JR Кюсю              | червоний      | Фукуока, Фукуока  | Кюсю                     |
| Вантажні    | Японські вантажні залізниці              | JR Вантажі           | водяний       | Тійода, Токіо     | Японія                   |
| Дослідження | Інститут вивчення залізничних технологій | Залізничний інститут | фіолетовий    | Кокубундзі, Токіо | Японія                   |
| Інформація  | Залізничні інформаційні системи          | JR Системи           | бордовий      | Сібуя, Токіо      | Японія                   |